# Buccinulum colensoi
Buccinulum colensoi är en snäckart som först beskrevs av Suter 1908.  Buccinulum colensoi ingår i släktet Buccinulum och familjen valthornssnäckor. Inga underarter finns listade i Catalogue of Life.